# Meringur
Meringur is een plaats in de Australische deelstaat Victoria en telt 147 inwoners (2006).